# Alain Bernaud
Alain Bernaud est un compositeur français né le 8 mars 1932 à Neuilly-sur-Seine et mort à Paimpol le 4 décembre 2020.

## Biographie
Alain Bernaud naît le 8 mars 1932 à Neuilly-sur-Seine d’un père polytechnicien, bon violoniste et altiste et d’une mère jouant du piano, fille de Marcel Chadeigne qui fut, avant, puis après la Grande Guerre, chef des chœurs à l’Opéra de Paris et pianiste, accompagnateur, déchiffreur et réducteur de partitions d’orchestre.
Arrivé à Paris en 1938, il commence l'étude du piano et du solfège avec Marie-Louise Boëllmann, écrit son Opus 1, un quatuor à cordes (pour la famille !) puis rentre au Conservatoire de Paris (direction de Claude Delvincourt) en classe de solfège spécialisé, chez Lucette Descaves, où il retrouve Michel Legrand, Roger Boutry, Jean-Michel Defay et Alain Weber.
Ensuite, classe de piano chez Jules Gentil (1re médaille), harmonie chez Jacques de la Presle (1er prix), contrepoint et fugue chez Noël Gallon (1re médaille et 1er prix), enfin composition avec Tony Aubin (Premier Prix de Rome en 1953 avec Ouverture à la française pour deux pianos). Second Prix de Rome en 1955 avec la cantate Le Rire de Gargantua puis Premier Grand Prix de Rome en 1957 avec la cantate La fée Urgèle. Il séjourne durant quarante mois à la Villa Médicis, séjour pendant lequel il écrira un quatuor pour saxophones, Les Chants de la jungle (six mélodies pour baryton et orchestre à cordes sur des poèmes de Rudyard Kipling), une Symphonie, une Ouverture pour orchestre de chambre (1960), Messe brève pour chœur mixte et orgue (1958), un Nocturne pour orchestre à cordes, Sept mélodies pour flûte et mezzo soprano sur des poèmes de Omar Khayyam.
De retour en France, il écrit des partitions pour des émissions de télévision Présence du passé, pour des films de court métrage et des longs métrages puis est nommé, en 1963, professeur de solfège pour les instrumentistes au Conservatoire national supérieur de musique et de danse de Paris, et un peu plus tard, en 1971, professeur d’harmonie dans le même établissement. Il y dispensera cet enseignement jusqu’en fin 1999.

## Compositions

### Années 1950
- 1951 : Sonate pour violon et piano
- 1953 : Ouverture à la française pour 2 pianos
- 1955 : Concerto lyrique pour clarinette et orchestre (Ed. Alphonse Leduc)
- 1957 : Récitatif et air pour clarinette et piano (Ed. Leduc)
- 1958 : Capriccio rustique pour hautbois et piano (Ed. Leduc)
- 1959 : Suite en trois mouvements: Ouverture, Sarabande & Gigue pour grand orchestre
- 1959 : Chants de la Jungle, d'après Kipling pour baryton et orchestre à cordes (Ed. Combre)

### Années 1960
- 1963 : Pavane et saltarelle pour trompette et piano (Ed. Ricordi)
- 1964 : Humoresque pour tuba (ou saxhorn sib ou violoncelle) et piano (Ed. Max Eschig)
- 1965 : Diptyque pour hautbois et piano (Ed. Leduc)
- 1965 : Cadence pour le concerto de piano K491 de Mozart (Ed. Musimage)
- 1966 : D’une extrême gravité, 2 pièces pour contrebasse et piano (Ed. Leduc)
- 1967 :Trois pièces pour les percussions (Ed. Rideau Rouge)
- 1968 : Contrastes pour alto et piano (Ed. Rideau Rouge)
- 1969 : Réversibilité pour violon et piano (concours J. Thibaud 1969 - Édition Rideau Rouge)

### Années 1970
- 1970 : Phantasmes pour clarinette et piano (Ed. Rideau Rouge)
- 1972 : Obliques pour violoncelle et piano (Ed. Rideau Rouge)
- 1973 : Incantation et danse pour flûte et piano (Ed. Rideau Rouge)
- 1973 : Magyar pour violon et piano (concours Jacques Thibaud 1973 - Ed. Rideau Rouge)
- 1974 : Sonate pour les deux saxophones, soprano et baryton (Ed. Combre)
- 1975 : Scherzo pour cor et piano (Ed. Max Eschig)
- 1975 : Le jardin de Gabriel Six évocations pour violon et piano
- 1976 : Hommage au capitaine Fracasse pour percussions et piano (Ed. Rideau Roug)
- 1977 : Final pour saxophone alto et piano (Ed. Choudens)
- 1978 : Hallucinations pour basson et piano (Ed. Peermusic - E.M.I. 1978)
- 1979 : Crescendo, pièces progressives pour les jeunes pianistes (Ed. Kercoz)
- 1979 : Étude-expression pour quintette avec clarinette

### Années 1980
- 1980 : Exponentielles pour trombone tenor et piano (Ed. E.M.I.)
- 1981 : Variations pour hautbois et piano (Ed. Billaudot)
- 1984 : Rhapsodie pour saxophone alto et piano (Ed. Choudens)
- 1986 : Dies irae Deus misericordiæ pour Grand Orgue (Ed.Kercoz)

### Années 1990-2000
- 1990 : Le Miroir d’Euterpe 49 préludes pour quatuor à cordes (Ed.Kercoz)
- 1997 : Catalyses, Rapsodie pour piano (Ed. Kercoz) parcours musical pour une exposition du peintre François Bernaud
- 2000 : Cinq pièces pour quatuor de violoncelles, en hommage à Howard Buten (Ed.Kercoz)
- 2004 : Variazioni Napoli pour clavecin baroque (Ed.Kercoz)
- 2005 : Quatre mouvements pour trois archets et douze cordes pour trio à cordes (Ed. Kercoz)
- 2005 : Partita pour violoncelle solo (Ed. Kercoz)
- 2008 : La flûte Greco Romaine, Sept pièces de difficulté progressive pour flûte et piano
- 2009 : Cinq pièces faciles pour guitare
- 2009 : Partita pour violoncelle solo (Ed.Combre)
- 2009 : Cinque intermezzi per piano solo
- 2009 : 33 Basses données pour l'étude du contrepoint fugué
- 2010 : Suite archaïque pour hautbois, basson et trio à cordes
- 2010 : Figures de style ou le Clavier bien partagé 50 pièces pour piano à quatre mains
- 2013 : FAGKONZERT pour basson et orchestre à cordes

### Pour le cinéma
- 1961 : Le Trésor des 13 maisons, Série TV, 13 Episodes
- 1962 : De la Perse à l'Iran, Documentaire
- 1963 : Rien ne va plus, de Jean Bacqué
- 1964 : Suzanne et le cambrioleur - CM
- 1965 : Yalta ou le partage du monde, Documentaire
- 1967 : Valmy - film TV
- 1967 : Francis au pays des grands fauves (avec Antoine Duhamel), Série TV, 55 Episodes
- 1968 : L'Homme de l'ombre, Série TV, 6 Episodes
- 1968 : Nadar, Documentaire
- 1968 : Les Sœurs Barenton, CM
- 1971 : L'homme de désir, de Dominique Delouche
- 1979 : Petite histoire un peu triste"
- 1982 : Le Journal d'une fille perdue, de Georg Wilhelm Pabst (avec Robert Viger)
- 1989 : La Grande cabriole, de Nina Companéez

## Distinctions
- 2d Prix de Rome de composition musicale 1955[4]
- 1er Grand Prix de Rome de composition musicale 1957[4]